# 篠尾村
篠尾村（しのおむら）は山梨県北巨摩郡にあった村。現在の北杜市小淵沢町下笹尾・小淵沢町上笹尾・小淵沢町松向にあたる。

## 地理
- 河川：釜無川

## 歴史
- 1875年（明治8年）1月 - 巨摩郡下笹尾村・上笹尾村が合併して篠尾村となる。
- 1878年（明治11年）7月22日 - 郡区町村編制法の施行により、篠尾村が北巨摩郡の所属となる。
- 1889年（明治22年）7月1日 - 町村制の施行により、篠尾村および清春村の一部（大字松向）の区域をもって篠尾村が発足。
- 1954年（昭和29年）3月31日 - 小淵沢村と合併して小淵沢町が発足。同日篠尾村廃止。

## 名所・旧跡・観光スポット・祭事・催事
- 神田の大イトザクラ

## 交通

### 鉄道路線
村域を日本国有鉄道中央本線が通過したが、駅は所在しなかった。

### 道路
現在は旧村域を中央自動車道が通過するが、当時は未開通。